# Mongoolse woestijnvink
De Mongoolse woestijnvink (Bucanetes mongolicus) is een kleine zangvogel in de familie der vinkachtigen.

## Kenmerken
De Mongoolse woestijnvink is een kleine vogel (11,5 tot 13 cm lang) met relatief grote vleugels en kop. De Mongoolse woestijnvink heeft een iets kleinere, maar dikke grijsgele snavel in vergelijking met de snavel van de gewone woestijnvink. Bij de In de broedtijd krijgt het mannetje een roze gloed op zijn kop en buik en er zijn duidelijke witte en roze vlekken op de vleugels (die bij de gewone woestijnvink ontbreken). Dit patroon is ook, maar minder duidelijk, aanwezig buiten de broedtijd.

## Verspreiding en leefgebied
De vogel komt voor in Oost-Turkije, in de Kaukasus, het oosten van Centraal-Azië en tot het westen van China en Mongolië en zuidelijk tot Kasjmir.
De Mongoolse woestijnvink nestelt in bergachtige gebieden (2000 m boven de zeespiegel) met steenwoestijnen of halfdroge begroeiing en rotsachtige hellingen.

## Status
De Mongoolse woestijnvink heeft een groot verspreidingsgebied en daardoor is de kans op de status kwetsbaar (voor uitsterven) uiterst gering. De grootte van de Europese populatie wordt geschat op 520-5.000 broedparen, maar dit is minder dan 5% van het totale verspreidingsgebied. Er is geen aanleiding te veronderstellen dat de soort in aantal achteruit gaat. Om deze redenen staat deze soort woestijnvink als niet bedreigd op de Rode Lijst van de IUCN.